# Clinopodium coccineum
Clinopodium coccineum är en kransblommig växtart som först beskrevs av Thomas Nuttall och William Jackson Hooker, och fick sitt nu gällande namn av Carl Ernst Otto Kuntze. Clinopodium coccineum ingår i släktet bergmyntor, och familjen kransblommiga växter. Inga underarter finns listade i Catalogue of Life.